# Terézia Mora
Terézia Mora (eredetileg Móra Terézia, Sopron, 1971. február 5. –) író, forgatókönyvíró és műfordító.

## Élete
A rendszerváltozás után 1990-ben hungarológiát és színháztudományt tanult Berlinben a Humboldt Egyetemen, majd forgatókönyvírói végzettséget is szerzett a Német Filmművészeti és Televíziós Akadémián (dffb), szintén Berlinben.
1998 óta szabadfoglalkozású író, műveit német nyelven írja. Számos irodalmi díjjal tüntették ki, többek között az Ingeborg Bachmann-díjjal, amelyet 1999-ben egy, a Különös anyag című kötetben megjelent elbeszélésért (Der Ophelia Fall) vehetett át.
A 2006/2007-es őszi félévben Esterházy Péterrel, akinek több regényét ő ültette át németre, poétika-előadásokat tartott a Tübingeni Egyetemen.
2010-ben irodalmi tevékenységéért és műfordításaiért Adelbert von Chamisso-díjban részesült, 2013-ban Das Ungeheuer (A szörnyeteg) című regényéért megkapta a Német Könyvdíjat. 2018-ban a legjelentősebb német irodalmi díjat, a Georg Büchner-díjat ítélték oda neki.
2021-ben elnyerte a kasseli egyetemen 1985-ben alapított Brüder-Grimm-Poetikprofessur (Grimm-testvérek Poétikaprofesszor) kitüntető címet. A címet elnyerő szerző, művész egy szemeszteren át vendégprofesszor lesz a Kasseli Egyetemen.

## Művei

### Próza
- Különös anyag; ford. Rácz Erzsébet; Magvető, Bp., 2001. ISBN 963-14-2194-5 (Seltsame Materie, 1999)
- Nap mint nap. Regény; ford. Nádori Lídia; Magvető, Bp., 2006. ISBN 963-14-2504-5 (Alle Tage, 2004)
  - Nap mint nap. Regény; ford. Nádori Lídia; 2. jav. kiad.; Jelenkor, Budapest, 2023
- Az egyetlen ember a kontinensen. Regény; ford. Nádori Lídia; Magvető, Bp., 2011 ISBN 978-963-14-2863-6 (Der einzige Mann auf dem Kontinent, 2009)
  - Az egyetlen ember a kontinensen; ford. Nádori Lídia; 2. jav. kiad. Jelenkor, Budapest, 2021
- A szörnyeteg. Regény; ford. Nádori Lídia; Magvető, Bp., 2014. ISBN 978-963-14-2802-5 (Das Ungeheuer, 2013)
  - A szörnyeteg. Darius Kopp-trilógia 2.; ford. Nádori Lídia; 2. jav. kiad. Jelenkor, Budapest, 2022
- A szerelem földönkívüliek között[8] (Die Liebe unter Aliens, 2016)
- Szerelmes ufók; ford. Nádori Lídia; Magvető, Bp., 2018
- Kötélen. Darius Kopp trilógia 3.; ford. Fodor Zsuzsa; Jelenkor, Bp., 2022

### Forgatókönyvek
- Die Wege des Wassers in Erzincan, játékfilm, 30 p. (1998)
- Boomtown/Am Ende der Stadt, játékfilm, 30 p. (1999)
- Das Alibi, játékfilm, 90 p. (2000)

### Színdarab
- So was in der Art (2003)

### Hangjáték
- Miss June Ruby (2005)

### Fordítások
- Esterházy Péter: Harmonia Caelestis (2001)
- Örkény István: Egyperces novellák (2002)
- Zilahy Péter: Az utolsó ablakzsiráf (2004)
- Parti Nagy Lajos: Hősöm tere (2005)
- Esterházy Péter: Semmi művészet (2009)
- Esterházy Péter: Termelési-regény (kisssregény) (2010)
- Bán Zsófia: Esti iskola: olvasókönyv felnőtteknek (2012)